# Mercedes (Guácimo)
Mercedes es un distrito del cantón de Guácimo, en la provincia de Limón, de Costa Rica.

## Historia
Mercedes fue creado el 26 de junio de 1971 por medio de Decreto 1769-G.

## Geografía
Mercedes cuenta con un área de 90,06 km² y una altitud media de 130 m s. n. m.

## Demografía
Para el año 2022, Mercedes cuenta con una población estimada de 1826 habitantes, y para el último censo efectuado, en 2011, Mercedes contaba con una población de 1707 habitantes.

## Localidades
- Barrios: Bremen
- Poblados: Argentina, Confianza, Iroquois.

## Transporte

### Carreteras
Al distrito lo atraviesan las siguientes rutas nacionales de carretera:
- Ruta nacional 32